# Elecciones generales de Suecia de 1940

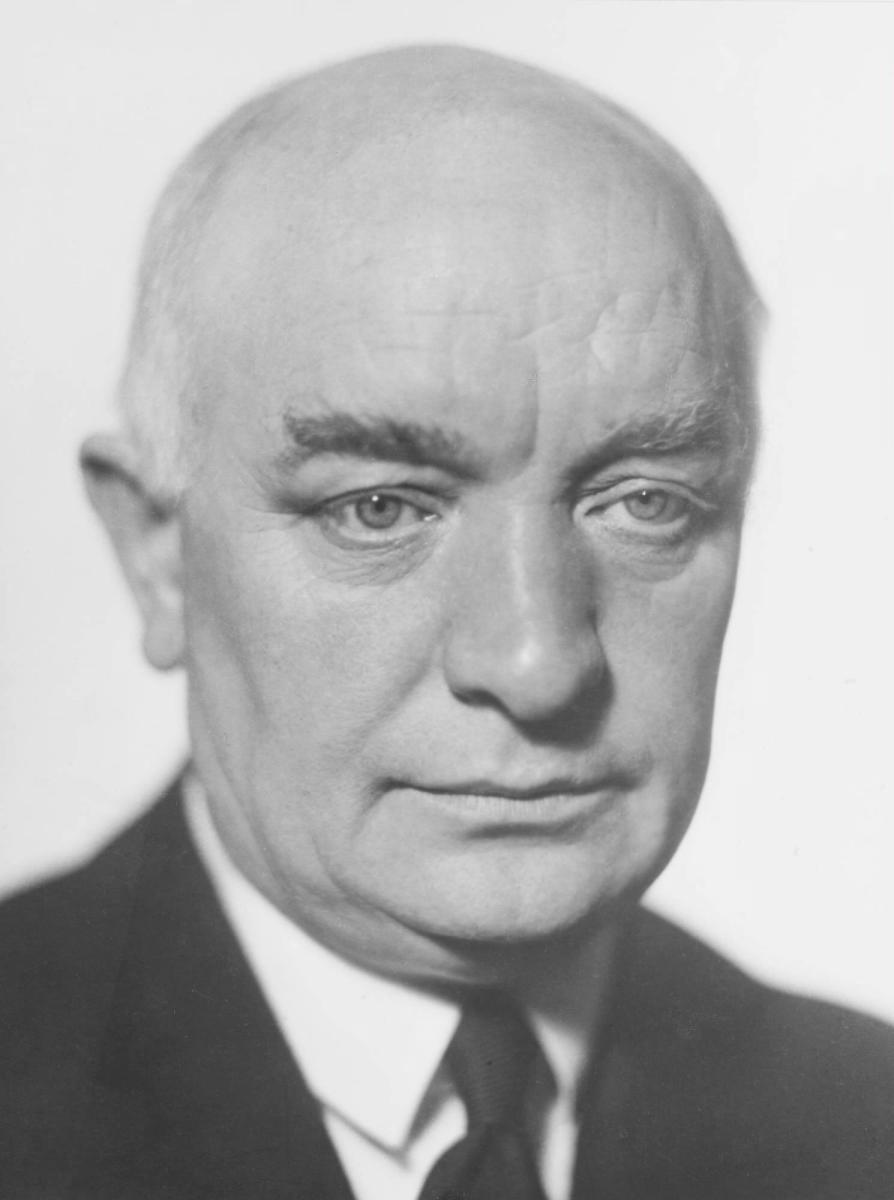
Per Albin Hansson

Las elecciones generales de Suecia fueron realizadas el 15 de septiembre de 1940. El Partido Socialdemócrata Sueco se posicionó como el partido más grande, obteniendo 134 de los 230 escaños en la Segunda Cámara del Riksdag. Es una de las dos elecciones en la  historia de Suecia, en donde un solo partido recibiera más de la mitad de los  votos (la próxima sería en las elecciones de 1968).

## Resultados
| Partido                          | Votos     | %    | Escaños | +/– |
| -------------------------------- | --------- | ---- | ------- | --- |
| Partido Socialdemócrata          | 1 546 804 | 53.8 | 134     | +22 |
| Partido de la Coalición Moderada | 518 346   | 18.0 | 42      | –2  |
| Partido del Centro               | 344 345   | 12.0 | 28      | –8  |
| Partido Popular Liberal          | 344 113   | 12.0 | 23      | –4  |
| Partido de la Izquierda          | 101 424   | 3.5  | 3       | –2  |
| Partido Socialista               | 18 430    | 0.6  | 0       | –6  |
| Otros partidos                   | 955       | 0.0  | 0       | 0   |
| Votos en blanco/nulos            | 14 720    | –    | –       | –   |
| Total                            | 2 889 137 | 100  | 230     | 0   |
| Participación electoral          | 4 110 720 | 70.3 | –       | –   |
| Fuente: Nohlen & Stöver          |           |      |         |     |